# Dixi (automerk)

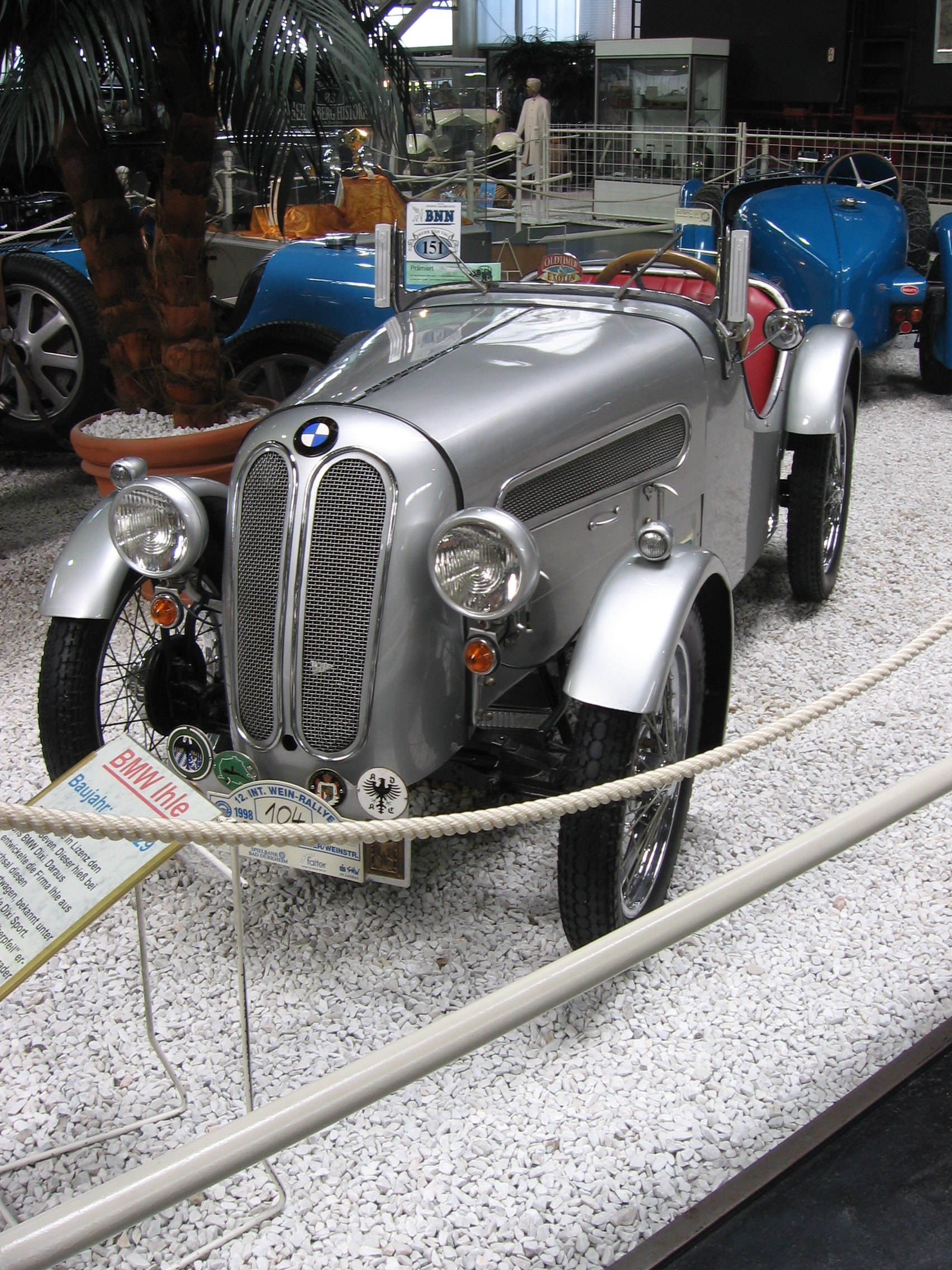
Een BMW Dixi uit 1929

Dixi was een Duits automerk, geproduceerd tussen 1904 en 1932 door de Fahrzeugfabrik Eisenach, die al sinds 1899 auto's maakte (Zie: Wartburg). Men produceerde een robuuste wagen die vrij succesvol was. In 1914 kwam een van hun meest succesvolle modellen uit, de 1.3 liter. In 1928 werd deze nog gemaakt, ondertussen was het vermogen van 25 naar 40pk gestegen. Dixi ging de Austin Seven onder licentie produceren. In hetzelfde jaar nog werd het door Bayerische Motoren Werke overgenomen, die de auto tot 1932 in productie hield.